# Tadao Horie
Tadao Horie, född 13 september 1913 i Shizuoka prefektur, Japan, död 29 mars 2003, var en japansk fotbollsspelare.